# سجاد برزی
سجاد برزی (زادهٔ ۱۴ اسفند ۱۳۵۹) یک کشتی‌گیر فرنگی‌کار اهل ایران است. وی در مسابقات سنگین‌وزن در قهرمانی آسیا صاحب دو نشان برنز و یک نشان نقره شده (در رقابت‌های ۲۰۰۳، ۲۰۰۵ و ۲۰۰۶) و در بازی‌های المپیک تابستانی ۲۰۰۴ به رتبهٔ چهارم دستهٔ فوق‌سنگین رسیده است.